# 華人民主書院

華人民主書院是由中國大陸、香港、台灣等地民主運動人士共同創辦的非營利組織，2011年於香港註冊，同年5月30日在台北宣布成立，目的是通過網上教育向華人社會推廣民主。其宗旨「強調超黨派、跨國界，以建構華人民主理論、交流華人民主經驗、匯聚華人民主力量為使命，主要工作在創造一個網路平台，為全球各地華人社會關注民主運動的青年世代，提供理論研習與知識交流的管道，俾能從教育入手，為民主扎根。」2020年6月底，因應香港國安法實施，華人民主書院停止在香港運作，隨後並申請撤銷香港公司註冊。原華人民主書院公司設立的網站及臉書粉絲專頁與推特帳號皆陸續關閉。2021年9月13日，何俊仁發表聲明，宣布辭任華人民主書院所有職務，並退出華人民主書院。

## 成員
香港華人民主書院公司（已申請撤銷公司註冊）董事會成員，依姓氏筆劃序：
- 王丹   董事兼創會主席
- 王軍濤 董事
- 平路 董事（2014年加入，2016年9月辭任）
- 何俊仁 董事（2021年9月辭任）
- 林佳龍 董事
- 胡平   董事
- 陶君行 董事兼校長
- 曾建元 董事會主席
- 鄭宇碩 董事兼榮譽校長（2019年1月辭任）
- 顧忠華 董事